# Dorfkirche Schwiesau

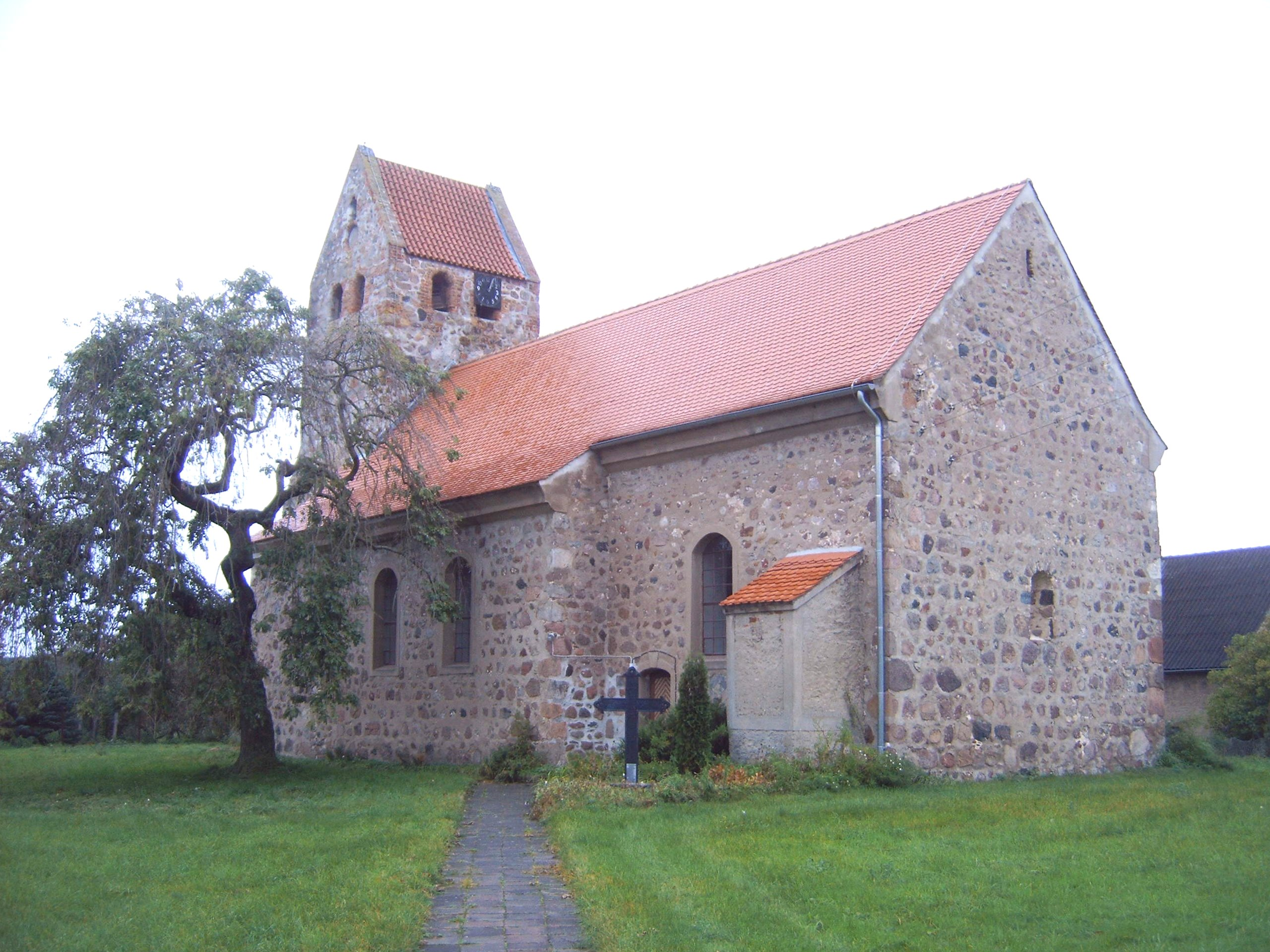
Dorfkirche Schwiesau

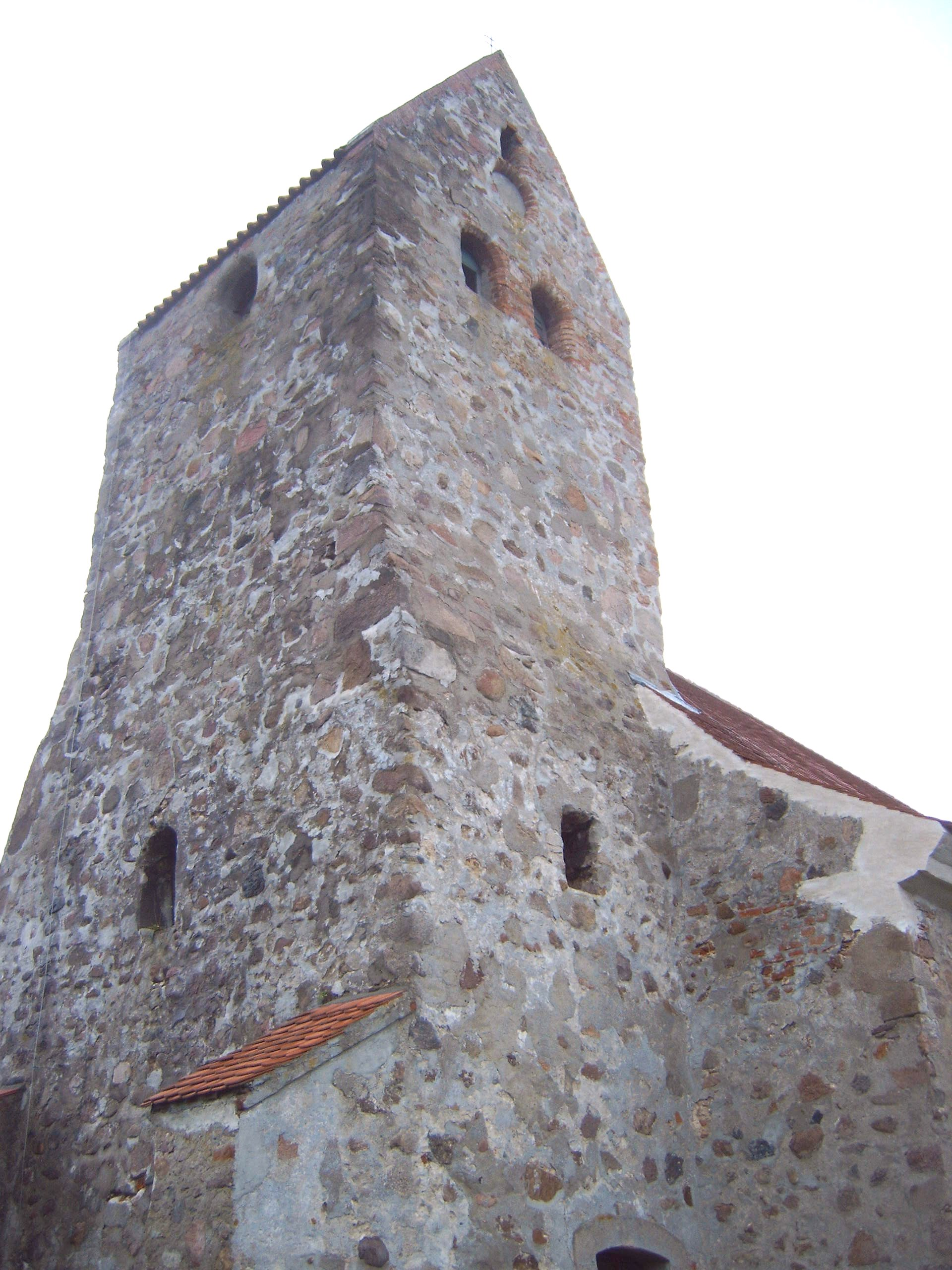
Turm

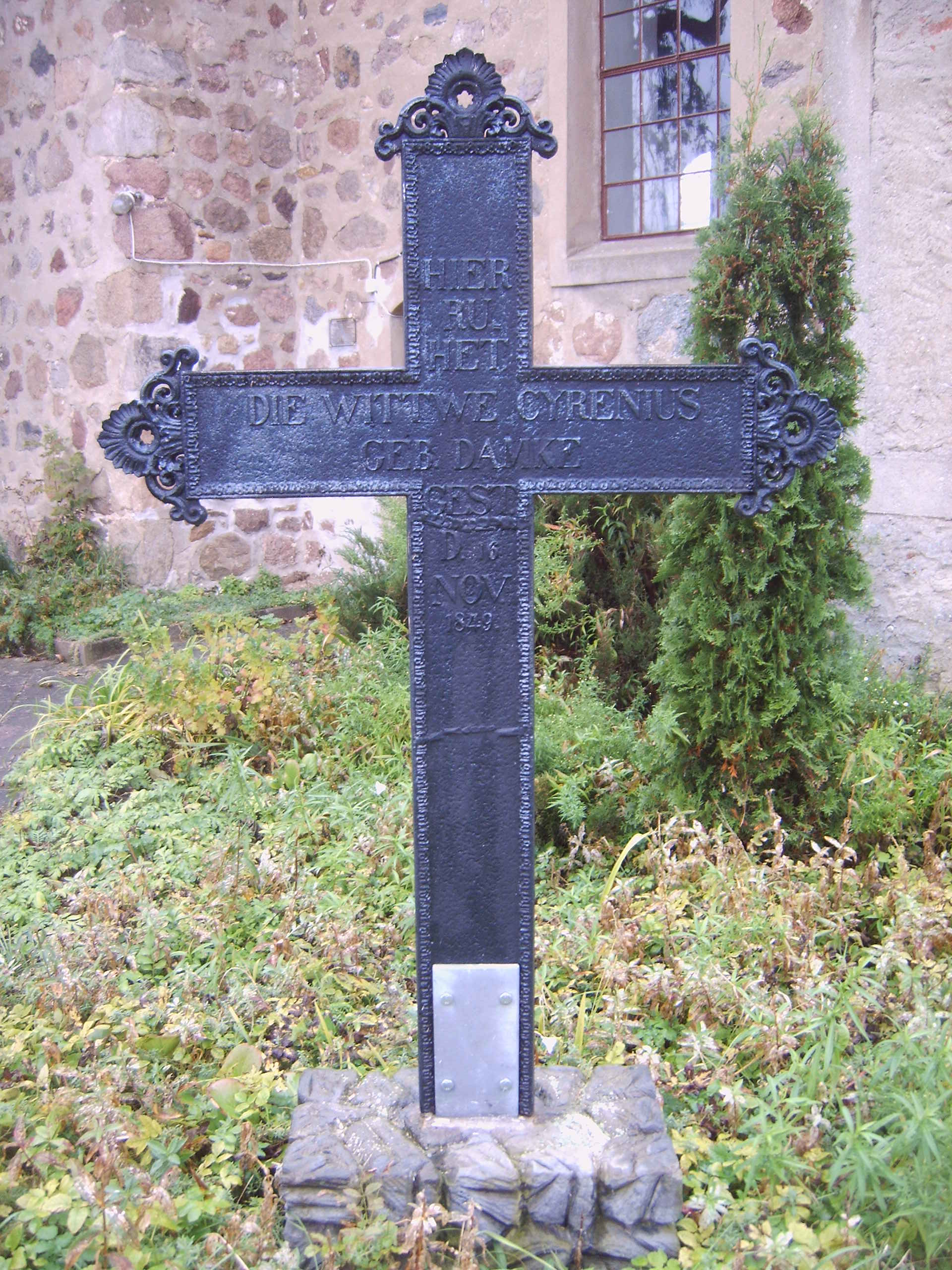
Von ihren 8 Nachkommen gestiftetes Kreuz für die Witwe Cyrenius

Die Dorfkirche Schwiesau ist die evangelische Kirche des Dorfes Schwiesau in Sachsen-Anhalt. Sie ist als Kulturdenkmal geschützt. Die Gemeinde gehört zum Pfarrbereich Klötze im Kirchenkreis Salzwedel der Evangelischen Kirche in Mitteldeutschland.

## Architektur und Geschichte
Die Kirche entstand um das Jahr 1200 als romanische Wehrkirche. Sie verfügte über Apsis, Chor, Langhaus und Turm. Durch Brandschatzungen und Plünderungen im 15. Jahrhundert wurde das Kirchengebäude stark beschädigt, woraufhin der Wiederaufbau ohne Apsis erfolgte. Das spätromanische Langhaus und der rechteckige Chor haben heute ein gemeinsames Dach.
Im 18. Jahrhundert wurden die Fenster deutlich vergrößert und die Eingänge verlegt. Ein in der östlichen Wand befindliches Fenster wurde in der zweiten Hälfte des 20. Jahrhunderts wieder freigelegt. Es erhielt eine farbige Bleiverglasung, die ein Motiv der Sintflut zeigt. Im Jahr 2001 wurde das beschädigte Fenster repariert und mit einem Schutz versehen.
In den 1990er Jahren wurden das Kirchendach neu gedeckt und 2004 die sechs großen Fenster des Kirchenschiffs erneuert.
Der Turm befindet sich westlich des Kirchenschiffs. Das etwas zurückgesetzte Obergeschoss des Turms stammt aus der Epoche der Spätgotik und ist aus Feldsteinen errichtet. Es verfügt über als Rundbogen gestaltete Schallöffnungen. Sowohl im nördlichen als auch im südlichen Giebel finden sich zugemauerte Rundfenster. Auf der Nordseite ist darüber eine kleine Öffnung mit Vorhangbogen zu erkennen.

## Ausstattung
Im Inneren ist die Kirche flachgedeckt. An der westlichen Wand befindet sich eine Empore. Bemerkenswert ist ein aus dem 15. Jahrhundert stammendes kleines aus Holz gefertigtes Kruzifix. Die im Stil der Neoromanik gestaltete Orgel wurde von E. Erdmann aus Neuhaldensleben in der 2. Hälfte des 19. Jahrhunderts gefertigt.

## Kirchhof
Der die Kirche umgebene Kirchhof diente bis in die zweite Hälfte des 19. Jahrhunderts als Ortsfriedhof. Hieran erinnert heute nur noch das 2003 restaurierte für die 1849 verstorbene Witwe Cyrenius errichtete Kreuz.